# کاپیتان من (فیلم)
کاپیتان من یک فیلم مستند علمی ایرانی دربارهٔ مغز انسان است که طی سال‌های ۱۳۹۷ تا ۱۴۰۲ به کارگردانی سیاوش صفاریان‌پور و تهیه‌کنندگی بهرام رادان ساخته شده و به جستجوها و مکاشفات چندین ساله رادان به عنوان راوی در پی یافتن اهمیت مغز می‌پردازد. راوی در این مسیر با مباحثی مانند شکل‌گیری ساختار مغز در هزار روز نخست زندگی، مکانیزم حافظه و فرایند به خاطر سپردن و به یاد آوردنِ خاطرات در هیپوکمپ، مواجه می‌شود. این نخستین تجربه سینمایی سیاوش صفاریان‌پور در مقام کارگردان پس از سال‌ها ساخت برنامه‌های محبوب علمی در تلویزیون (مانند آسمانِ شب، کندو و چرخ) است. پرداختن به موضوع جذاب مغز انسان، برای بهرام رادان یک انتخاب چالش‌برانگیز و هوشمندانه بوده که برخلاف سایر ستاره‌های سینما، در همه سال‌های فعالیت خود از اجرا در تلویزیون پرهیز کرده و حالا روایت یک مستند علمی را انتخاب کرده تا ژانری جدیدی در سینما را تجربه کند.

## داستان
فیلم با حضور بهرام رادان روی فرش قرمز آغاز می‌شود. همه نام او را صدا می‌زنند و این درحالی است که برای بهرام رادان معنای دقیقی از کلمه «من» پرسش اساسی است. بهرام رادان کیست؟ «من» کدام بخش از بدن ماست و از کجا آغاز و هدایت می‌شود؟ به عبارت دیگر کاپیتانِ من کیست؟ راوی برای رسیدن به جوابِ این سؤال و یافتن رازِ چگونگی کارکردِ مغز انسان وارد یک سفر تحقیقاتی پر پیچ و خم می‌شود و با متخصصین زیادی که تمام عمرشان را صرف شناخت مغز کرده‌اند گفتگو می‌کند. مغز شاید پیچیده‌ترین چیزی باشد که ما تا به حال شناخته‌ایم و اینجاست که سؤال دیگری برای راوی شکل می‌گیرد: مغز چگونه به این پیچیدگی در ارتباطات بین سلولی رسیده است؟ و این سؤال اساسی که ما چگونه فراموش می‌کنیم؟

## مشاوران فیلم
برای محتواسازی و نظارت بر مفاهیم علمی گروهی از متخصصان علوم شناختی با گروه مستندساز کاپیتان من همراهی کرده‌اند: مریم نوروزیان، عبدالرحمن نجل رحیم، تقی جغتایی، محمود نیلی احمدآبادی، حامد اختیاری، محمد نامی، رضا دانشمند و تارا رضاپور.

## فرایند تولید
کاپیتان من مسیر دشواری را تا به سرانجام رسیدن پیمود. ابتدا در سال ۹۷ توسط ستاد توسعه علوم و فناوری‌های شناختی به سیاوش صفاریان‌پور پیشنهاد شد و جرقه ساخت فیلم زده شد و سپس بهرام رادان تهیه‌کنندگی و روایت فیلم را پذیرفت. فصل نخست فیلمبرداری در همان سال ۹۷ به مدیریت فیلمبرداری کوهیار کلاری و محمد عاشقی در مرکز علوم شناختی و آزمایشگاه‌های مرتبط با آن آغاز شد. اما با وجود تدوین اولیهٔ کار توسط مهدی قنبری، پروژه به سرانجام مطلوب نرسید و برای بار دوم در سال ۹۸ فیلمنامه توسط مهرداد نعیمی و با نظارت و مشاوره‌های تعداد زیادی از متخصصین حوزه مغز و علوم شناختی به نگارش درآمد و فصل دیگر فیلمبرداری آغاز شد. این بار وحید ابراهیمی مدیر فیلمبرداری را پیش برد و با پایان فصل سوم پروژه، تیم تولید وارد مراحل تدوین، ضبط پلان‌های کوتاه مورد نیاز، نگارش و بازنویسی و ضبط گفتار فیلم، تصحیح رنگ و صداگذاری و ساخت موسیقی شد. به دلیل برخی حساسیت‌ها مرحله ضبط نریشن‌ها سه بار انجام شد و فرایند تدوین بیش از یک سال به طول انجامید. تدوین فیلم توسط مسعود حمزاویان و کسری کمائی صورت گرفت و سرانجام در اواخر سال ۱۴۰۱ برای نمایش آماده شد. این فیلم پیش از اکران عمومی، یک بار برای تعدادی از دانشجویان و متخصصین مغز و علوم شناختی و روان‌پزشکی اکران خصوصی شد.

## اکران
مستند سینمایی کاپیتان من در مرداد ماه سال ۱۴۰۲ در گروه سینمای هنر و تجربه اکران شد.

## جوایز
در «جشن حافظ» سال ۱۴۰۲ تندیس حافظ برای بهترین مستند به سیاوش صفاریان پور کارگردان کاپیتان من اهدا شد.
انجمن ترویج علم ایران از بهرام رادان در بیست چهارمین دوره جایزه ترویج علم ایران در آبان ۱۴۰۲ برای ساخت کاپیتان من تقدیر ویژه کرد.

## برای مطالعهٔ بیشتر
- ماجراجویی تازه بهرام رادان
- زنده‌باد مغز؛ کاپیتان من